# Dschaf

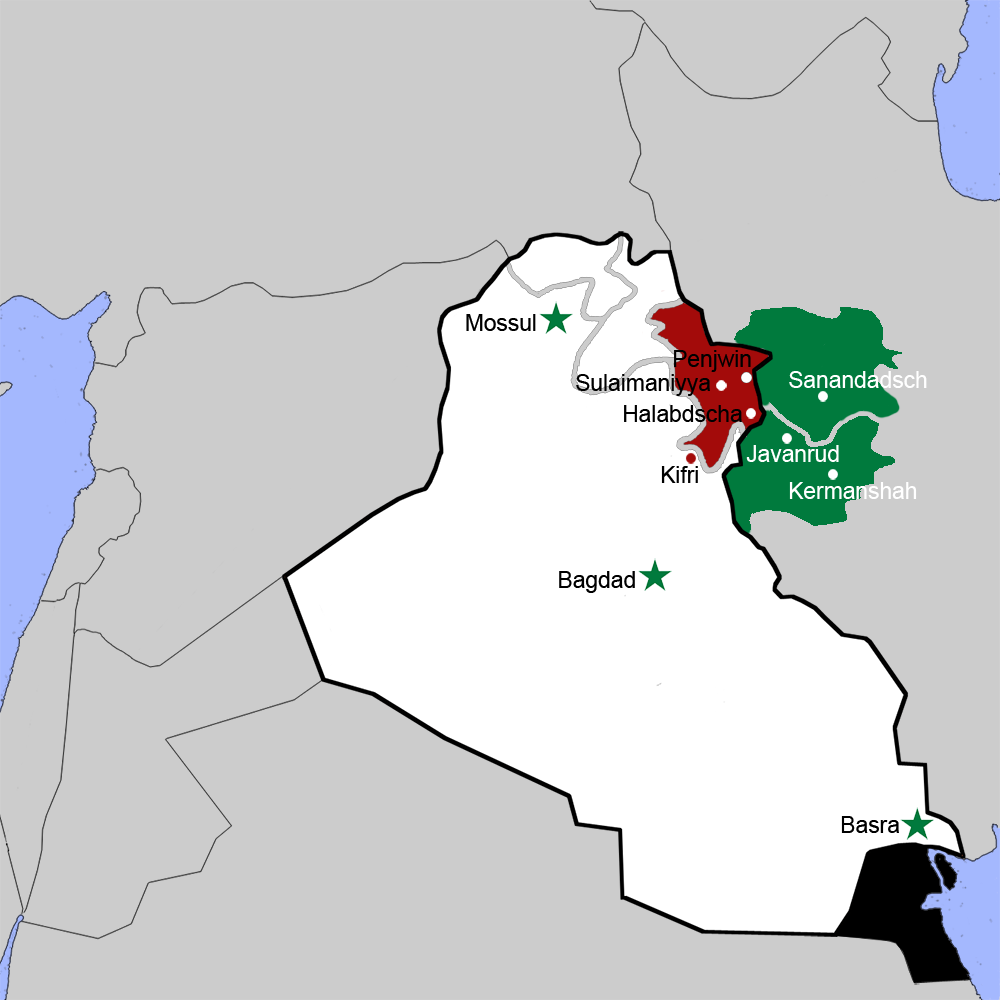
Dschaf-Kurden leben zwischen Halabdscha, Kifri, Penjwin, Sanandadsch und Dschawanrud.

Die Dschaf bzw. Dschāf oder Jāf (persisch جاف, DMG ǧāf) sind eine kurdische Stammesföderation im Norden Iraks und im Westen Irans. Im Irak sind sie in den Provinzen Sulaimaniya und Halabdscha, im Iran zwischen Sanandadsch (Provinz Kordestān) und Dschawanrud (Javanrud, Provinz Kermanschah) verbreitet. Die irakischen Dschaf werden auch als Muradi, die iranischen Dschaf als Dschawanrudi (Javanrudi) bezeichnet.

## Geografische Verteilung
Die Dschaf leben in folgenden Städten und Gemeinden: Helebce, Kelar, Silêmanî, Ravansar, Sine, Ciwanrro, Selas-bawecanî, Kirmaşan, Xaneqîn.

### Muradi im Irak

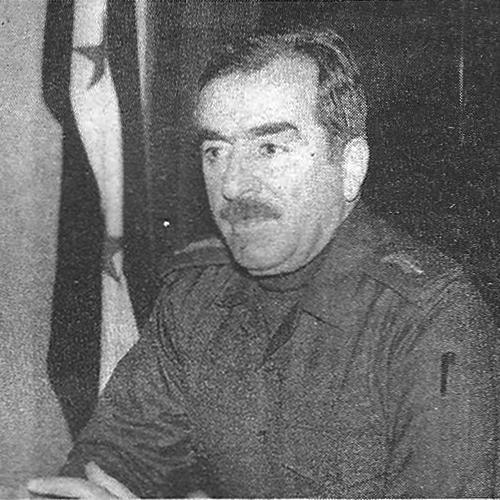
Sirwan al-Dschaf (1988)

Die Muradi, die so bezeichnet wurden, seit sie 1638 dem osmanischen Sultan Murad IV. bei der Rückeroberung Bagdads von den persischen Safawiden geholfen hatten, verließen um 1772 die persischen Weidegebiete. Sie wanderten in den osmanisch beherrschten Irak ein, breiteten sich in der Region Sulaimaniya bis nach Kalar aus und unterwarfen oder verdrängten die ebenfalls nomadischen Dschalali-Kurden (Jalali), die Tilekuhi und einige weitere Stämme. Ihr Winterquartier nahmen sie fortan bei Kifri (Provinz Diyala), ihr Sommerquartier bei Penjwin, im Frühling und Herbst bei Halabdscha. Die Dschaf dienten den Osmanen fortan als Grenzwächter gegen aus Persien einfallende Nomaden. Nach Ende der osmanischen Herrschaft beteiligten sie sich wiederholt an kurdischen Aufständen gegen Briten und Iraker, bekämpften aber 1919–1924 den Kurdenführer Mahmud Barzandschi. Von 1983 bis 1989 stellten sie mit Yahya al-Dschaf bzw. Sirwan al-Dschaf die Regierungschefs der von Irak eingerichteten Kurdischen Autonomen Region, ehe sie durch Dschafar al-Barzandschi verdrängt wurden.

### Dschawanrudi in Iran
Von den in ihrem Sommerweidegebiet bei Dschawanrud verbliebenen Dschaf-Kurden spalteten sich in der zweiten Hälfte des 19. Jahrhunderts nochmals sieben kleinere Clans ab und schlossen sich den Gorani-Kurden an. Die verbliebenen zwölf Dschawanrudi-Clans beteiligten sich wiederholt an kurdischen Aufständen bzw. Aufständen gegen die Herrschaft der persischen Kadscharen- und Pahlavi-Schahs. Mit Unterstützung irakischer Dschaf-Kurden kämpften sie beispielsweise 1907–1911 in der Jungpersischen Revolution und auf Seiten des mit einer Dschaf-Prinzessin verheirateten persischen Thronanwärters Sālār ad-Dawla sowie zuletzt 1950 und 1956 gegen Mohammad Reza Pahlavi.

## Religion und Sprache
Die Dschaf-Kurden sind sunnitische Muslime (Schāfiʿiten), von denen ein großer Teil den Orden der Qādirīya und Naqschbandīya folgt. Ihre Sprache ist Sorani, ihr Sorani-Dialekt wird als Dschafi (Jafi) bezeichnet. Zumindest ein Teil der Dschaf spricht Gorani bzw. ein mit Gorani vermischtes Sorani.

## Geschichte
Die Dschaf waren ursprünglich Nomaden nördlich und westlich des Sirwan-Flusses (Diyala) in Persien (Iran). Sie führten ihre Abstammung auf den kurdischstämmigen Sultan Saladin zurück. Anderen Überlieferungen zufolge soll Tamerlan (Ende des 14. Jahrhunderts) die Dschaf-Clans der Qobādi and Bāwajāni (Bābājāni) aus osmanischen Gebieten (Anatolien) verschleppt und in Persien angesiedelt haben, während wiederum der Tāyšaʾi-Clan von Christen aus Armenien abzustammen behauptete. Etwa seit der Mitte des 17. Jahrhunderts waren die Dschaf-Kurden unter der Führung der Begzadeh-Sayyids vereint.

## Bemerkenswerte Mitglieder
Führer und Politiker
- Mohamed Pascha Jaff, ein kurdischer König und oberster Häuptling des Jaff-Stammes, baute 1734 die Burg Sherwana.
- Osman Pascha Jaff (geboren 1846), ein kurdischer König, Anführer des Jaff-Stammes und verheiratet mit Adela Khanum vom alten Ardalan-Stamm.[10]
- Adela Jaff (1847–1924), von den Briten „Prinzessin der Tapferen“ genannt; verheiratet mit dem kurdischen König Osman Pascha Jaff, war berühmt für ihre Rolle in der Region, insbesondere in der Ära von Scheich Mahmood Al-Jaff Hafeed.
- Ahmed Mukhtar Jaff (1898–1934) war Mitglied des irakischen Parlaments und Bürgermeister von Halabja.[11][12][13]
- Nawzad Dawood Beg Jaff (auch bekannt als Nozad Dawood Fattah Al Jaff), Vorsitzender des Nordjordanlandes des Irak und Anführer des Jaff-Stammes.
- Sirwan al-Dschaf (* 1938), Jurist und Politiker im Irak. Er war ab 1969 stellvertretender Gouverneur von Sulaimaniya, daraufhin 1974 Gouverneur von Arbil und von 1974 bis 1980 Generalsekretär (Minister) für Gemeinwesen im Exekutivrat (Regionalregierung) der Kurdischen Autonomen Region im Nordirak. Von 1986 bis 1989 war er Vorsitzender des Exekutivrates (Regierungschef) der autonomen Region.
- Akram Hamid Begzadeh Jaff, kurdischer Führer, Politiker und ehemaliger Landwirtschaftsminister im Irak.
- Hanna Jaff (geboren 1986), in den USA geborene mexikanisch-kurdische Politikerin, Philanthropin, Autorin und Rednerin.

Künstler, Dichter, Sänger
- Khanai Qobadi Jaff (ca. 1700–1759), ein Jaff-Dichter des 18. Jahrhunderts.
- Nali Jaff (1797 oder 1800–1855 oder 1856), Dichterin, die dazu beitrug, Sorani zur literarischen Sprache Südkurdistans zu machen.
- Tara Jaff (geboren 1958), Sängerin und Musikerin mit Schwerpunkt Harfe.[14]

Gelehrte und Akademiker
- Fereidoun Biglari (geboren 1970), Archäologe und Museumskurator.[15]